# Voivod (album)
Albums de Voivod
Voivod Lives
(2000) D-V-O-D-1
(2005)
Singles
Voivod est le dixième album studio et au total le treizième album du groupe québécois Voivod. Après la séparation du groupe d'avec Eric Forrest qui forma ensuite le groupe E-Force, Denis Bélanger décida de recommencer à zéro avec les anciens membres du groupe et de sauver ainsi le groupe avant que les deux derniers membres ne le dissolvent. À l'aide du nouveau bassiste et bon ami du groupe, Jason Newsted (surnommé Jasonic dès son introduction) qui était à la recherche de nouveaux défis après avoir quitté Metallica, le groupe se réunit pour enregistrer un tout nouvel album qui allait mettre un terme à l'histoire du Voivod, l'être post-nucléaire mystérieux qui se promène à travers les différents univers sans jamais trouver la paix ni le sens de sa vie. Deux singles sortirent et un vidéoclip fut produit pour la chanson We carry on. Cette dernière chanson inclut une piste cachée sans nom à la fin de l'album, après quelques minutes de silence. L'album était supposé s'appeler The Multiverse, mais le groupe changea d'idée à la dernière minute.
Musicalement, l'album se distingue des précédents, complexes, diversifiés et aux sonorités industrielles et modernes de l'époque avec Eric Forrest, mais aussi de la période du rock progressif après laquelle le chanteur, Denis Bélanger, avait quitté le groupe (1993). Beaucoup plus simple et plus direct, il s'oriente vers le hard rock et le vieux heavy metal, avec une forte influence punk, comme aux débuts de la carrière du groupe. Cet opus divise une fois de plus les fans du groupe en deux camps : ceux qui aiment le style direct de la vieille école et ceux qui critiquent un contenu trop répétitif et simplifié.
Cet album de Voivod est le dernier à avoir été réalisé du vivant de leur premier guitariste et membre fondateur, Denis d'Amour.

## Membres du groupe
- Denis (Snake) Bélanger : Chant
- Denis (Piggy) d'Amour : Guitare
- Jason (Jasonic) Newsted : Basse
- Michel (Away) Langevin : Batterie

## Liste des morceaux
1. Gasmask revival 4:16
2. Facing up 4:48
3. Blame us 5:36
4. Real again? 4:53
5. Rebel robot 4:48
6. The multiverse 5:29
7. I don't want to wake up 5:49
8. Les cigares volants 4:07
9. Divine sun 5:06
10. Reactor 3:56
11. Invisible planet 4:38
12. Strange and ironic 4:31
13. We carry on 7:42